# Nabalu
Nabalu, monotipski rod višegodišnjih biljaka ili rizomatski geofit iz porodice kozlačevki dio tribusa Schismatoglottideae, potporodica Aroideae. 
Jedina vrsta je N. corneri, endem sa Bornea (Sabah, Kalimantan, Anambas)

## Sinonimi
- Schismatoglottis corneri A.Hay; Telopea 9(1): 29 (2000)

## Vanjske poveznice
|  | Zajednički poslužitelj ima još gradiva o temi Nabalu corneri |
|  | Wikivrste imaju podatke o taksonu Nabalu                     |